# I'll Come Home to You
«I'll Come Home to You» es una balada interpretada por el cantante estadounidense Michael Jackson, última pista incluida en su álbum de estudio Forever, Michael, lanzado el 16 de enero de 1975. Escrita por Berry Gordy y Michael Lovesmith, la canción es un testamento al estilo íntimo y emocional que Jackson comenzó a explorar a medida que avanzaba en su carrera musical. En este tema, el artista ofrece una promesa de lealtad y amor incondicional, lo que refleja el enfoque lírico romántico característico de sus primeras etapas musicales dentro de Motown.

## Contexto y grabación
La canción fue grabada en octubre de 1974, durante las sesiones para el álbum Forever, Michael, en los estudios de Motown en Los Ángeles, California. Este álbum marcó un punto de inflexión en la carrera de Jackson, quien en ese momento tenía 16 años y comenzaba a alejarse de su imagen infantil como parte de The Jackson 5 para explorar una carrera solista más madura y emotiva.
Berry Gordy, fundador de Motown, decidió producir I'll Come Home to You personalmente, lo que demuestra la fe que tenía en el potencial de Jackson como solista. Gordy y el compositor Michael Lovesmith diseñaron la canción como una balada íntima, centrada en la capacidad de Jackson para transmitir emociones profundas a través de su interpretación vocal.

## Estructura musical y arreglos
I'll Come Home to You está escrita en la tonalidad de Fa mayor y sigue una estructura armónica simple pero efectiva, con una progresión de acordes mayormente tradicional que apoya el tono romántico de la canción. Se concentra en los géneros del soul, R&B y la balada; aunque contiene también géneros como el pop, soft rock, adult contemporary, slow jam, quiet storm, blue-eyed soul y pop orquestal. El tempo es moderadamente lento, lo que resalta la naturaleza contemplativa y reflexiva del tema. El uso de cuerdas suaves y una melodía llevada principalmente por el piano crea un ambiente cálido y reconfortante.
El acompañamiento instrumental es sencillo pero efectivo. Las cuerdas, arregladas por músicos de la casa Motown, juegan un papel fundamental en darle a la canción su ambiente emocional. El piano lleva la línea melódica principal, mientras que la percusión es discreta, diseñada para nunca opacar la interpretación vocal de Jackson. Este enfoque minimalista en la producción permite que la voz de Jackson, en su adolescencia, sea el punto focal.

## Letras y significado
La letra de I'll Come Home to You es una declaración de amor y compromiso, en la que el protagonista asegura a su ser querido que siempre regresará, sin importar las circunstancias. Es una promesa de devoción que refleja el tipo de narrativa romántica que era común en las baladas de Motown de esa época. La canción resuena con una inocencia y pureza juvenil, elementos que eran característicos de la música de Jackson en sus primeros años como solista.
Las líneas más emotivas de la canción, como "I'll come home to you, I'll give my love to you" muestran un tono de vulnerabilidad y sinceridad que destaca la conexión que Jackson establece con sus oyentes. La interpretación vocal, suave pero apasionada, otorga credibilidad a la promesa de la letra, y es un buen ejemplo de cómo Jackson, incluso a una edad temprana, podía entregar interpretaciones cargadas de significado emocional.

## Recepción crítica
I'll Come Home to You no fue lanzada como sencillo, pero ha sido reconocida por los críticos como una de las piezas más sentimentales de Forever, Michael. Aunque el álbum en su conjunto no alcanzó el éxito comercial que tuvieron los trabajos anteriores de Jackson con The Jackson 5, la canción fue destacada por su simplicidad y sinceridad.
Los críticos apreciaron la capacidad de Jackson para interpretar baladas románticas con una madurez más allá de su edad, y muchos vieron en I'll Come Home to You un presagio del éxito posterior de Jackson en canciones similares, como She's Out of My Life de 1979.
Rolling Stone mencionó que, si bien el álbum en general no logró romper las listas de éxitos, canciones como I'll Come Home to You demostraban que Jackson tenía el potencial para convertirse en una figura icónica dentro del pop romántico y emotivo, algo que se confirmaría en los años siguientes.

## Legado
Aunque I'll Come Home to You no ha alcanzado el estatus de clásico dentro del catálogo de Michael Jackson, sigue siendo apreciada por los fanáticos y los críticos como una joya oculta en su discografía temprana. La canción muestra un lado vulnerable de Jackson, un aspecto de su música que se mantendría a lo largo de su carrera y se desarrollaría plenamente en álbumes posteriores.
En retrospectiva, I'll Come Home to You es vista como una pieza clave en el desarrollo de la habilidad de Jackson para cantar baladas profundamente emotivas. Se la menciona a menudo junto con otras canciones tempranas que exploran temas de amor y lealtad, como One Day in Your Life y With a Child's Heart, que también provienen de la era de Motown.

## Análisis musical y emocional
El principal atractivo de I'll Come Home to You radica en su combinación de una melodía simple y una interpretación vocal rica en emoción. A diferencia de otras baladas de la época que a veces podían verse ensombrecidas por arreglos orquestales más pesados, esta canción opta por una presentación minimalista que resalta la interpretación vocal de Jackson. Esto permite que el oyente se conecte directamente con la emoción de la letra.

## Personal
- Michael Jackson – voz principal
- Berry Gordy – productor
- Michael Lovesmith – compositor
- The Funk Brothers – instrumentación adicional
- Paul Riser – arreglos de cuerdas
- Earl Van Dyke – piano
- James Jamerson – bajo
- Richard "Pistol" Allen – batería